# Квартал Ватутіна
Квартал Ватутіна — місцевість на сході міста Старобільськ Луганської області. Будівництво розпочалося в 1970 році.

## Освіта
1983 року міськрада ухвалила рішення про будівництво середньої школи в центрі кварталу. У кварталі було збудовано два дитячі садочки: «Оленка» та «Сонячний», спортивні та дитячі майданчики, дитячий клуб «Орля».

## Інфраструктура
На кварталі знаходиться міське відділення Укрпошти № 4, за адресою квартал Ватутіна, 53. Індекс: 92704.